# 아드리안 핀테아

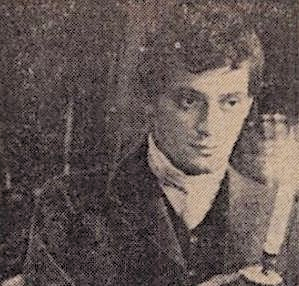

아드리안 핀테아(Adrian Pintea, 1954년 10월 9일 ~ 2007년 6월 8일)는 루마니아의 배우이다.
베이우슈에서 태어났으며 부쿠레슈티에서 사망하였다. 사인은 간경변이다.

## 영화
- 유스 위드아웃 유스 (2007년) - 판디트 역
- 그리폰 (2007년)
- 케이브드 인 (2006년)
- 엘리트 (2001년)
- 디플로메틱 시즈 (1999년)
- 캡틴 코낭 (1996년)
- 러킹 피어 (1994년)
- 트랜서 4 (1994년)
- 노스트라다무스 (1994년)
- 맨드로이드 (1993년)
- 생명을 바친 사람들 (1991년)
- 숲속의 처녀 (1988년)